# Aleem Nasir
Aleem Nasir (* 15. März 1962 in Lahore, Pakistan) ist ein deutscher Terrorist und Mitglied von Al-Qaida.

## Biografie
Nasir studierte in den 1980er Jahren Maschinenbau in Pakistan. 1987 kam er nach Deutschland und lebte in Freiburg, Waldkirch und Germersheim. Nach der Heirat mit einer deutschen Studentin beantragte er die deutsche Staatsbürgerschaft, die er 1992 erhielt. Nach den Anschlägen des 11. Septembers 2001 verteidigte Nasir den Terrorakt lautstark an seinem damaligen Arbeitsplatz im Kernforschungszentrum Karlsruhe und geriet damit erstmals in das Blickfeld der deutschen Polizei.
2007 wurde er in Pakistan von der Geheimpolizei ISI unter dem Verdacht festgenommen, er sei ein Mitglied von Al-Qaida. Einige Wochen später wurde er nach Deutschland abgeschoben. 2008 wurde er in seinem Wohnort in Germersheim verhaftet und noch im gleichen Jahr vor dem Oberlandesgericht Koblenz als Terrorist angeklagt. 2009 wurde er zu acht Jahren Haft verurteilt, unter anderem für die Anwerbung von Bekkay Harrach. Er selbst bezeichnete dieses Urteil als „Blödsinn“. Der Bundesgerichtshof bestätigte das Urteil im November 2010.